# Climate Change (album de Pitbull)
Albums de Pitbull
Dale
(2015) Libertad 548
(2019)
Climate Change est le dixième album studio du rappeur latino-américain Pitbull. Il a été publié le 17 mars 2017 par M. 305, Polo Grounds Music, RCA Records. 

## Liste des pistes
| No  | Titre                                                       | Durée |
| --- | ----------------------------------------------------------- | ----- |
| 1.  | We Are Strong (featuring Kiesza)                            | 3:36  |
| 2.  | Bad Man (featuring Robin Thicke, Joe Perry & Travis Barker) | 3:35  |
| 3.  | Greenlight (featuring Flo Rida & LunchMoney Lewis)          | 4:05  |
| 4.  | Messin' Around (featuring Enrique Iglesias)                 | 3:42  |
| 5.  | Better on Me (featuring Ty Dolla $ign)                      | 3:47  |
| 6.  | Sexy Body (with Jennifer Lopez)                             | 3:43  |
| 7.  | Freedom                                                     | 2:55  |
| 8.  | Options (featuring Stephen Marley)                          | 3:59  |
| 9.  | Educate Ya (featuring Jason Derulo)                         | 3:33  |
| 10. | Only Ones to Know (featuring Leona Lewis)                   | 3:50  |
| 11. | Dedicated (featuring R. Kelly & Austin Mahone)              | 3:56  |
| 12. | Can't Have (featuring Steven A. Clark & Ape Drums)          | 3:35  |